# Viktor Schauberger
Viktor Schauberger (30. června 1885 Holzschlag am Plöckenstein – 25. září 1958 Linec) byl rakouský lesník, přírodovědec,  vynálezce a filozof.  Ve 30. a 40. letech 20. století učinil mnoho objevů  a vynálezů v různých oblastech, včetně lesnictví, zemědělství, vodního stavitelství, rafinace vody a volné energie, o kterých zanechal rozsáhlou sbírku prací. Už v této době  varoval před hrozící ekologickou krizí.

## Život
Viktor Schauberger se narodil jako páté dítě lesnického mistra v rakouském Holzschlagu ( Schwarzenberg am Böhmerwald). Od malička projevoval velký zájem o přírodu a směřoval k pokračování rodové tradice lesních správců, táhnoucí se již od poloviny 17. století, kdy se Stefan Schauberger, potomek zchudlého šlechtického rodu von Schauburg, přestěhoval z rodného Bavorska do Horních Rakous a začal se věnovat péči o lesy.
Mladý Viktor se na otcovo přání přihlásil k akademickým studiím na gymnáziu v Linci, ale škola ho příliš nebavila a proto studia přerušil.  Začal studovat lesnickou školu  v Aggsbachu, zaměřenou více prakticky, kterou úspěšně dokončil roku 1904 státní zkouškou v oboru lesní techniky. Po získání nezbytné praxe a absolvování vojenské služby, byl roku 1911 přijat jako adjunkt do služby na knížecí Schaumbursko-lippské lesní správě ve Steyrlingu.  Bydlel  v myslivně v Brunnenthalu, poblíž Pasova, i se svou manželkou Marií. Pár dní před vypuknutím první světové války, kterou prožil na bojištích v Rusku, Itálii, Srbsku a Francii, se jim narodil první a jediný syn Walter (1914 - 1994). Pak měli  ještě dvě dcery Margaretu a Hubertu. Zde v prakticky lidskou rukou nedotčené přírodě, odlehlého loveckého revíru knížete, kterou dostal na starost, nastoupil na cestu svých budoucích technických objevů.
V roce 1922 Schauberger postavil  pro  knížete Schaumburg-Lippe několik inovativních plavebních systémů, které snížily náklady na přepravu dřeva na desetinu dosavadních nákladů.  V letech 1924 až 1926 byl státním poradcem pro aluviální systém na rakouském spolkovém ministerstvu zemědělství a lesnictví.  V této souvislosti se významně podílel na výstavbě tří velkých plavebních závodů na dřevo: Großraming, Klausen-Leopoldsdorf (u Vídně) a závodu u Bad Ischlu (Rettenbachwildnis). V letech 1925 až 1928 se podílel také na výstavbě náplavového systému v údolí Mürz u Neubergu.  Tento aluviální systém byl v provozu až do roku 1951.  Roku 1929 přednášel svou teorii o vedení vody na Vysoké škole zemědělské a lesnické ve Vídni. Jeho praktický přístup se však nesetkal s pochopením vědecké komunity a také musel čelit intrikám státních úředníků. V roce 1929 se proto rozhodl práci ve státní správě opustit. Ve 30. letech 20. století postavil plavební systémy v Černé Hoře, Turecku a dalších zemích na Balkáně. 
Na přelomu let 1933 a 1934 mu vyšla ve Vídni dvojdílná kniha Unsere sinnlose Arbeit – die Quelle der Weltkrise (Naše nesmyslná práce - zdroj světové krize). V roce 1934 projevil o jeho práci zájem i Adolf Hitler a pozval ho do Berlína, aby představil své koncepce a plány na úpravu vody a alternativní výrobu energie. Konkrétní spolupráce však navázána nebyla. Během války Schauberger, který se po anšlusu Rakouska stal občanem  Třetí říše, byl nucen ke spolupráci. V roce 1940 začal pracovat na  vývoji zařízení pro letecké motory ( Repulsin) Intriky vyvolané vídeňským sdružením inženýrů vyústily v Schaubergerovo nucené uvěznění v psychiatrické léčebně a dostaly  ho  do pozornosti gestapa, vrchní velení wehrmachtu mu zabavilo vybavení. V dubnu 1944  byl nasazen do   koncentračního tábora Mauthausen, kde byl jako civilní zaměstnanec pověřen, aby s týmem vězňů pokračoval  ve stavbě  motorů pro letadla a ponorky.  Později byla celá skupina přemístěna do Leonsteinu nedaleko Lince, kde  byl zajat americkou armádou. V březnu 1946 byl propuštěn a  usadil se s rodinou v Linci, odkud se po roce přestěhoval do Salcburku.  Zabýval se vývojem různých strojů a zařízení pro zemědělství, domácí elektrárny, zdravotní techniku. V roce 1958 strávil i se synem Walterem několik měsíců v USA, které projevily zájem o jeho práci pro armádu. Poté, co  Schauberger odmítl  pokračovat v projektu Repulsin, bylo mu umožněno vrátit se do Rakouska až po podpisu  závazku mlčenlivosti. Všechny jeho technické plány a nákresy  byly zabaveny.
Viktor Schauberger zemřel v Linci  dne 25. září roku 1958, pět dní po svém návratu z USA.  Je pochován na lineckém hřbitově Barbara-Friedhof.
V jeho odkazu pokračuje nezisková organizace PKS (Pythagoras Kepler System) = Společnost pro podporu přírodních technologií se sídlem ve vile Rothstein u Bad Ischlu. Jejím cílem je propagovat přírodní technologie podle principů, které objevili a vyvinuli Viktor a Walter Schaubergerovi. 

## Tvůrčí činnost

### Principy
Viktor Schauberger je zakladatelem tzv. vírové technologie. Vše jak říká odkoukal z živé i neživé přírody. Jeho osobní heslo znělo: pochop přírodu a kopíruj ji. Na základě svého pozorování si postupně vytvořil a ucelil teorii přirozeného pohybu v přírodě. Příkladem mohou být přirozeně tekoucí řečiště, pohyb pstruha ve vodě bystřiny, nebo hada na hladině. Při svých pozorováních přírody se stával svědkem až fantastických jevů, popisuje například spontánní vznik vírů na jezeře, kameny vynášené na hladinu nebo kmeny cestující spirálovitě vodopádem vzhůru.
Ostře kritizoval technologie využívající principu spalování (exploze, expanze). Odpor a teplo, které vznikají v konvenčních strojích, jsou dle jeho teorie projevem nesprávného (opačného) pohybu látek, který vede k destrukci přírody a postupně i lidstva. Dále varoval před holosečným kácením lesního porostu, které dle něj způsobovalo vysychání půdy, odumírání stromů a likvidovalo prameny pitné vody. Stejně tak nesouhlasil s nepřirozenými zásahy do vodních toků, které měly mít za následek podemlívání břehů a destrukci fauny. Koryta řek měla být konstruována s ohledem na přirozený pohyb vody tak, aby se proud soustředil do středu, nikoliv do stran.
Technická zařízení, na kterých pracoval, byla navržena tak, aby se látky (nejčastěji voda a vzduch) pohybovaly přirozeně po spirálovitých drahách, stejně jako například ve sluneční soustavě. Správný pohyb látek ve vhodném prostředí má dle Schaubergera vést k uvolnění přírodních konstruktivních sil, jakési přidané hodnoty, nad rámec dodané a vydané energie, a slouží k transformaci látek na jiné (i v rámci evoluce). Příroda má tohoto jevu využívat například při tvorbě (revitalizaci) vody, kdy jsou do ní v podzemí ve vířivým pohybem vzniklém vakuu vázány minerály.

### Vyvíjená technická zařízení
Na základě svých teorií pracoval na vývoji strojů a zařízení, na které během života získal řadu patentů. Některá zařízení se dochovala i na dobových fotografiích. Plány se pravděpodobně nedochovaly, vývoj měl probíhat pouze z náčrtků nebo ústnímy pokyny. Rukopisy, modely a prototypy některých zařízení jsou umístěny v Schaubergerově muzeu v Bad Ischlu v horním Rakousku. V některých částech Rakouska se stále nacházejí zbytky jeho kanálů na plavení dřeva.
Širší veřejnost se o Schaubergerovi poprvé doslechla, když sestrojil plavební zařízení pro svoz dřeva z obtížně přístupných lesů pomocí relativně malého množství vody z horských bystřin, svedené do speciálních koryt Zde byla voda uváděna do pohybu zákrutami střídavě zleva doprava, přičemž byla zároveň vedena pomocí speciálních lopatek do vířivého pohybu. Takto měl snížit náklady na přesun jednoho kubíku dřeva z tehdejších 13 šilinků na 1. Podobná plavební zařízení uměl údajně sestrojit pouze on, nikdo jiný nebyl schopen jeho dílo okopírovat.
Dále sestrojil a úspěšně odzkoušel několik pomůcek a způsobů, jak stavět koryta řek tak, aby se nezanášela a pojmula při povodních co nejvíce vody.
Je též autorem několika zemědělských strojů pro šetrnější obdělávání půdy, založených na využití nemagnetických kovů, coby materiálu přicházejícího do kontaktu s půdou. Orání běžným železným pluhem mělo mít za následek nadměrné vysychání ornice a narušení vstřebávání živin.
Dlouhodobě se zabýval otázkou mizejících pramenů a snižující se kvality pitné vody. Jeden z jeho vynálezů měl být schopný vyrábět pramenitou vodu, a to podobným způsobem, jak k tomu dochází v přírodě. Přístroj vejčitého tvaru se naplnil vodou a doplnil o stopové prvky, které byly deficitní, zároveň se do vody přidal oxid uhličitý. Voda se poté uvedla pohonnou jednotkou do vířivého pohybu, střídavě doleva a doprava, přičemž se obsah postupně podchladil na +4 °C. Tímto způsobem mělo dojít ke vzniku vakua a navázání oxidu uhličitého a stopových prvků do vody. Voda byla obecně považována za velmi osvěžující a lidé na ni ve frontě stáli před jeho domem.  Schaubergerovi se začalo říkat Wasserzauberer (vodní kouzelník). 

### Domácí elektrárna
Dále se zabýval prototypem domácí elektrárny, která se měla chovat jako perpetuum mobile. Jeho hlavním principem měla být speciální trubice inspirovaná zprvu obyčejným vírem ve vodě, později tvarem rohu antilopy kudu - trubice ve tvaru spirály s postupně se zmenšujícím průměrem. Těchto trubic umístil na dutou hřídel několik tak, aby bylo spojení průchozí s dutou hřídelí. Tuto hřídel umístil do nádoby s vodou pomocí dvou ložisek tak, aby spodní konec hřídele byl pod vodou. Hřídel připojenou na elektromotor roztočil. Vlivem odstředivé síly se v hřídeli vytvořil podtlak a začal vodu nasávat hřídelí vzhůru, ta pak vtéká do spirálových trubic, kde se správným pohybem urychluje a nakonec vystřikuje ze všech trubic na jedno místo, které si představme jako kružnici uvnitř nádoby. Na toto místo namontoval prstenec s vnitřním ozubením. Celá hřídel se spirálovými trubicemi ze kterých stříká voda na ozubený prstenec se měla při určitých otáčkách začít roztáčet sama ještě rychleji vlivem jednak tryskání vody ze všech trubic proti směru otáčení a podruhé narážením vody na zuby prstence. Při dosažení stavu takového, že už není potřeba dále dodávat energii hřídeli, aby se točila, se motor vypne a spustí se elektrický generátor připojený na tu samou hřídel a začne vyrábět elektřinu. Stroj by se neměl sám zastavit, protože ho dále roztáčí trysky spirálových trubic, které dodávají energii tím, že se v nich voda urychluje.

### Další vynálezy
V roce 1936 se Schauberger zabýval strojem na výrobu tepla a chladu, který měl být postaven ve spolupráci se společností Siemens.  Tento rotační stroj, tzv. klimator, měl pomocí prostého mechanického aparátu ohřívat vzduch. Při uvedení do provozu se však stroj při vysoké teplotě čtyř tisíc stupňů Celsia zcela roztavil a  další pokusy o jeho sestavení ukázaly, že vytváří nebezpečné záření.  V důsledku toho Siemens spolupráci ukončil. 
Za  druhé světové války měl pro Německo vyvíjet létající stroj nazvaný Repulsin se složitým vnitřním systémem oběhu vzduchu. Není o tom však žádný známý doklad. Ani o něm nebyl, kromě náčrtků, nalezen žádný přímý důkaz, stejně je tomu i u tichého motoru pro ponorky.